# Lobulària
Lobulària (Lobularia) és un gènere de plantes amb cinc espècies dins la família brassicàcia, estretament emparentada (i anteriorment sovint inclosa en) el gènere Alyssum. Són plantes natives de la Macaronèsia i la regió mediterrània, i comprenen plantes anuals i perennes que fan de 10 a 40 cm d'alt, amb fulles piloses i flors blanques fragants.
El nom del gènere, Lobularia, deriva del grec amb el significat de tavella petita, referint-se als fruits.

## Algunes espècies
- Lobularia canariensis
- Lobularia libyca
- Lobularia intermedia (syn. L. canariensis subsp. intermedia)
- Lobularia marginata (syn. L. canariensis subsp. marginata)
- Lobularia maritima

## Cultiu i usos
Lobularia maritima (o Alyssum maritimum) és una planta ornamental molt usada; s'ha naturalitzat en molts llocs de clima temperat.